# Pyrgoides hamadryas
Pyrgoides hamadryas is een keversoort uit de familie bladkevers (Chrysomelidae). De wetenschappelijke naam van de soort werd in 1860 gepubliceerd door Stal.